# الوئیس
الوئیس (به فرانسوی: Allouis) یک کمون در فرانسه است که در Canton of Mehun-sur-Yèvre واقع شده‌است.

## خصوصیات
الوئیس ۳۵٫۵۹ کیلومترمربع مساحت و ۹۲۷ نفر جمعیت دارد و ۱۲۹ متر بالاتر از سطح دریا واقع شده‌است.